# Quaix-en-Chartreuse
Quaix-en-Chartreuse är en kommun i departementet Isère i regionen Auvergne-Rhône-Alpes i sydöstra Frankrike. Kommunen ligger i kantonen Saint-Égrève som tillhör arrondissementet Grenoble. År 2022 hade Quaix-en-Chartreuse 926 invånare.

## Befolkningsutveckling
Antalet invånare i kommunen Quaix-en-Chartreuse
Referens:INSEE